# 佐世保市立猪調小学校
佐世保市立猪調小学校（させぼしりつ いのつきしょうがっこう、Sasebo City Inotsuki Elementary School）は、長崎県佐世保市江迎町猪調にある公立小学校。

## 概要
歴史
1874年（明治7年）に「猪調小学校」として創立。2024年（令和6年）に創立150周年を迎えた。
学校教育目標
「いのち輝き、つよく賢くたくましく、きたえ学び響きあう子どもの育成」
校章
鏡（八稜鏡）の絵を背景にして中央に校名の「猪小」の文字（縦書き）を置いている。
校歌
歌詞は3番まであり、各番に校名の「猪調小学」が登場する。
校区
「長崎県佐世保市江迎町」の後に「田ノ元、猪調、志戸氏、七腕、奥川内（一部）」が続く地域（江迎南部地区）。中学校区は佐世保市立江迎中学校。

## 沿革
- 1874年（明治7年）9月1日 - 第五大学区第四中学区[2]の小学校として「長坂小学校」が開校。松浦郡猪調村の内野亀五郎の撃剣道場を教場とする。
- 1875年（明治8年）2月 - この当時の児童数は男児のみ30名。
- 1878年（明治11年）
  - 鎌倉神社境内に草葺6坪の校舎を建設。
  - 郡制の施行により、松浦郡が東西南北4郡に分割され、北松浦郡に属することとなる[3]。
- 1881年（明治14年）- 小学校教則綱領の制定により初等科（修業年限3年）を設置し、「公立初等猪調小学校」に改称。
- 1884年（明治17年）- 中等科（修業年限3年）を設置し、「公立中等猪調小学校」に改称。
- 1885年（明治18年）- 猪調村1056番地字小迎の山口ナカの家を借用して授業を実施。
- 1886年（明治19年）9月 - 小学校令が施行される。
  - 尋常科（修業年限4年）を設置の上「尋常猪調小学校」として独立。
  - 佐々村（現・佐々町立口石小学校校地）に長崎県第十三高等小学校が設置される[4]。
- 1887年（明治20年）- 鎌倉神社境内（現・猪調公民館）に校舎を新築。
- 1889年（明治22年）4月1日 - 町村制の施行により、猪調村と長坂村が合併し江迎村が発足。これにより、江迎村立の小学校となる。
- 1892年（明治25年）
  - 6月 - 長崎県第十三高等小学校が廃止され、佐々村とその周辺の村の計8村で学校組合を組織した上で「組合立口石高等小学校」が設置される。校地・校舎は第十三高等小学校のものを継承。
  - 10月1日 - 「猪調尋常小学校 」に改称。
- 1897年（明治30年）- 口石高等小学校[5]を運営する学校組合から江迎村が脱退したため、長坂尋常小学校に高等科が併置され、尋常科を修了し高等科への進学を希望する者は「長坂尋常高等小学校」に通学することになる。
- 1907年（明治40年）10月31日 - 校舎東側に2階建て校舎が完成。
- 1908年（明治41年）4月1日 - 小学校令の改正により、義務教育年限（尋常科の修業年限）が4年から6年に延長されたため、尋常科5年を新設。
- 1909年（明治42年）4月1日 - 尋常科6年を新設。
- 1911年（明治44年）5月 - 沼地その他を埋め立てて運動場を拡張。
- 1915年（大正4年）9月 - 木造2階建て校舎が完成。旧校舎の大修理を行う。
- 1918年（大正7年）4月2日 - 奨学・資金積立制度を開始。
- 1919年（大正8年）- 猪調実業補習学校を併置。
- 1921年（大正10年）11月 - 運動場を拡張。
- 1923年（大正12年）4月1日 - 高等科を併置し「猪調尋常高等小学校」に改称（尋常科6年・高等科2年）。
- 1925年（大正14年）10月31日 - 校旗を制定。
- 1926年（大正15年）7月 - 併設の実業補習学校が青年訓練認定となる。
- 1930年（昭和5年）10月5日 - 木造2階建て8教室が完成し、移転を完了。
- 1933年（昭和8年）- 学用品配給を目的に保証責任猪調模擬信用販売購買利用組合が設立される。
- 1934年（昭和9年）- 課外体育用に撃剣道と相撲の施設が完成。
- 1935年（昭和10年）
  - 6月 - 青年学校令の施行により、併設の実業補習学校が「猪調青年学校」に改称。
  - この頃 - 炭鉱の発展により、児童数が急増し教室が不足するようになる。
- 1936年（昭和11年）9月 - 二部教授を開始。
- 1937年（昭和12年）
  - 4月 - 2教室を増築
  - 8月 - 校地を拡張。
- 1938年（昭和13年）10月 - 3教室を増築。二部授業を廃止。
- 1939年（昭和14年）2月1日 - 校舎を増築。
- 1940年（昭和15年）4月1日 - 江迎村が町制を施行し江迎町となる。これにより、江迎町立の小学校となる。
- 1941年（昭和16年）4月1日 - 国民学校令の施行により、「江迎町猪調国民学校」に改称。尋常科を初等科に改める（初等科6年・高等科2年）。12教室を増築。
- 1944年（昭和19年）7月23日 - 12教室を増築。
- 1945年（昭和20年）3月23日 - 少年特攻隊を組織。
- 1947年（昭和22年）4月1日 - 学制改革（六・三制の実施）が行われる。
  - 国民学校の初等科が改組され、「江迎町立猪調小学校」となる。
  - 国民学校の高等科と青年学校の普通科が改組され、「江迎町立猪調中学校[6]」（新制中学校）が発足。中学校に小学校校舎の一部を貸与。
- 1949年（昭和24年）
  - 5月24日 - 天皇・皇后巡幸を潜竜駅で奉迎。
  - 7月5日 - 社会学級を開設。
  - 8月31日 - 4教室を増築。
- 1951年（昭和26年）6月5日 -  猪調中学校が田ノ元に移転したため、併設を解消。
- 1953年（昭和28年）11月3日 - 講堂兼4教室が完成。
- 1956年（昭和31年）
  - 7月15日 - 給食室が完成。
  - 9月 - 完全給食を開始。
- 1958年（昭和33年）3月 - 東校舎6教室が完成。
- 1959年（昭和34年）5月 - 在籍児童数が最大の2,409名（46学級）を記録する。
- 1962年（昭和37年）
  - 7月8日 - 集中豪雨により田ノ元の日窒江迎鉱山のボタ山が崩壊し、周辺地域の家屋・施設が埋没・全壊する大災害となる。小学校校舎を開放し被災者を収容する。
  - 7月16日 - 授業を再開。119名の児童が佐々町立神田小学校[7]へ転出する。
- 1966年（昭和41年）3月 - 日窒江迎鉱山が閉山により、児童数が激減。校舎一棟を解体。
  - 閉山記念に日窒より「子どもと獅子の像」が寄贈される（「猪小の子らよ、強く正しく、すこやかに」という文字が刻まれている）。
- 1972年（昭和47年）4月 - 鹿町町と江迎町が共同で学校給食の調理を開始（鹿町江迎学校給食センターが開設される）。
- 1974年（昭和49年）- 創立100周年記念式典を挙行。
- 1979年（昭和54年）- 鉄筋コンクリート造新校舎が完成。
- 1999年（平成11年）- プールを改築。
- 2005年（平成17年）- 校舎の耐震工事を実施。
- 2010年（平成22年）3月31日 - 市町村合併より、「佐世保市立猪調小学校」（現校名）に改称。2学期制を開始。
- 2022年（令和4年）4月1日 - 3学期制に戻る。

## アクセス
最寄りの鉄道駅
- MR松浦鉄道 西九州線　「いのつき駅」

最寄りのバス停
- 西肥自動車（西肥バス）「猪調」バス停

最寄りの国道・県道
- 国道204号

## 周辺
- 江迎青い実幼児園

## 関連事項
- 長崎県小学校一覧
- 佐世保市小学校一覧